# Респираторные заболевания у кошек
Респирато́рные заболева́ния у ко́шек (англ. Upper Respiratory Infection, URI) — это общий термин для обозначения респираторной инфекции, вызванной одним или несколькими вирусными или бактериальными агентами. Представляют собой инфекции пазух и носовых ходов кошек. Инфекционное респираторное заболевание по своей сути сравнимо с гриппом или простудой у людей.

## Симптоматика
Респираторные заболевания у животных могут проявляться как ярко выраженной симптоматикой, так и вялотекущей
К активно выраженной форме относятся:
- чихание;
- кашель;
- потеря или снижение аппетита;
- жар;
- прозрачные или окрашенные выделения из носа;
- слезящиеся глаза (конъюнктивит);
- рвотные позывы;
- носовые и ротовые язвы;
- слюноотделение (связанное с изъязвленностью ротовой полости);
- прищуривание или потирание глаз;
- депрессия;
- охрипший голос;
- пневмония;
- летаргия[3]

В более тяжёлых случаях у кошек могут появиться окрашенные выделения из носа и язвы на глазах или в ротовой полости. Наиболее важными вещами, за которыми нужно следить при этом заболевании, являются аппетит кошки и её способность дышать комфортно. Продолжительность проявления клинических признаков, связанных с инфекцией у кошек, наблюдается в течение двух-трёх недель.
Инфекционные заболевания органов дыхания имеют инкубационный период от одной до двух недель. Это означает, что котёнок, который сегодня выглядит совершенно здоровым, может простудиться всего через несколько дней.

## Факторы риска инфекций верхних дыхательных путей у кошек
Инфекции верхних дыхательных путей распространены у кошек, которые живут в тесноте (приютах, питомниках). Они также более вероятны при совместном проживании нескольких кошек. Другие факторы риска включают:
- Возраст

Котята и возрастные кошки чаще заражаются.
- Статус вакцинации

Ежегодные прививки животному могут уберечь его от болезни или облегчить протекание заболевания.
- Физическое состояние

Кошки, у которых есть кошачий лейкоз или кошачий вирус иммунодефицита, более склонны к инфекциям. Другие болезни или лекарства, которые подавляют иммунную систему, могут подвергнуть кошку риску.
- Стресс

Может сделать кошку более склонной к заражению вирусом в первую очередь и вызвать его повторное появление в более позднем возрасте.
- Порода

Персидские и другие породы с плоской мордой более склонны к инфекциям верхних дыхательных путей из-за строения их морды.
- Свободный выгул на улице

Уличные кошки с большей вероятностью контактируют с инфицированными животными или с грибками, которые могут вызывать инфекции.

## Виды респираторных заболеваний у кошек
В свою очередь подразделяются на бактериальные и вирусные. При этом вирусные инфекции встречаются гораздо чаще.
- Вирусный ринотрахеит кошек (Feline viral rhinotracheitis)

Вирусный ринотрахеит кошек (FVR), или кошачий герпесвирус первого типа, вызывает большинство острых инфекций верхних дыхательных путей у кошек.
По мере прогрессирования FVR могут развиваться язвы в ротовой полости и носа, из-за этого животное может принимать пищу и дышать с осложнениями и присутствием болевого синдрома. Выделения из глаз и носа густеют и могут закупоривать закрытые глаза и ноздри. Признаки могут сохраняться от 5 до 10 дней в лёгких случаях, но могут длиться до шести недель, особенно если заболевание осложнено вторичной бактериальной инфекцией.
После выздоровления от первоначального заболевания у кошек может развиться пожизненная латентная инфекция, провоцирующая активизацию вируса во время стресса. Тем не менее, доступна вакцинация против FVR, которая может помочь уменьшить симптомы заболевания в будущем, независимо от того, начата ли серия вакцинации после того, как произошло первоначальное заражение. В идеале, все котята должны быть вакцинированы последовательно, чтобы обеспечить комплексную защиту по мере снижения в их организме материнских антител.
- Хламидия Фелис (Chlamydia felis)

Хламидия Фелис, грамотрицательная бактерия, является второстепенной причиной в спектре кошачьих инфекционных респираторных заболеваний. Чаще всего инфекции C. felis приводят к конъюнктивиту и густым слизистым выделениям из глаз, но они также могут вызывать чихание и выделения из носа. После заражения кошка может стать хроническим носителем, выделяя бактерии заразные для других животных.
- Кошачий калицивирус (Feline calicivirus)

Инфекция калицивируса кошек (FCV) также широко распространена в популяции кошек, идентифицировано более 40 штаммов FCV. Признаки схожи со многими другими заболеваниями. Однако FCV вызывает болезненные поражения полости рта, и больной кошке может потребоваться питательный зонд, чтобы обеспечить питание до тех пор, пока язвы в полости рта не зарубцуются, обычно в течение двух-трёх дней. Вторичные бактериальные инфекции, которые могут привести к пневмонии, часто встречаются при FCV. Для котят вторичное заражение FCV инфекцией может достаточно быстро привести к летальному исходу. Для защиты кошек всех возрастов от болезни крайне важна соответствующая вакцинация.
FVR и FCV являются причиной примерно 90 % всех инфекций верхних дыхательных путей у кошек.
- Бордетелла бронхисептика (Bordetella bronchiseptica)

Грамотрицательная бактерия, существующая в составе нормальной респираторной флоры многих кошек и собак, однако способна вызывать тяжёлое заболевание, особенно в сочетании с другим респираторным заболеванием. Инфекция Бордетелла может привести к летальному исходу у котят или пожилых кошек, на фоне другого респираторного заболевания, но редко возникает как отдельное заболевание у здоровых взрослых кошек.
- Кошачий герпесвирус

Заболевание связано с вирусом, вызывающим ветрянку и герпес у людей, но кошки не могут передать его своим владельцам. Большинство кошек, заразившихся кошачьим герпесвирусом, будут нести его всю оставшуюся жизнь. Они могут быть в состоянии распространять его, даже если они не кажутся больными. Это может включать мать-кошку с новым помётом котят.
- Грибок

Кошки могут заразиться грибковыми инфекциями, контактируя с птичьим помётом и гниющими растениями

## Способы передачи
Инфекционные респираторные заболевания кошек очень заразны. Они могут передаваться воздушно-капельным путём при чихании или при прямом оральном контакте. Люди могут также выступать переносчиками этого заболевания между кошками.

## Профилактика
- вакцинация;
- дезинфекция мест содержания;
- изоляция заболевших животных;
- соблюдение карантинных мер в местах содержания относительно новых обитателей в течение первых нескольких дней;
- обязательное мытьё рук после контакта с новым обитателем дезинфицирующими средствами;
- Минимизируйте стресс;
- Регулярные ветеринарные осмотры и профилактика могут помочь выявить и вылечить проблемы на ранней стадии. Лучшая защита кошки от инфекции верхних дыхательных путей — это здоровая иммунная система[3].

Однако, при контакте с инфицированными животными без явных признаков, вакцины являются лишь частично эффективными, а специфические методы лечения ограничены.
Наиболее распространённые причины передачи инфекции от заболевшего животного к здоровому в условиях большого скопления кошек значительно усложняется. Это касается приютов, передержек а также отелей для животных.

## Диагностика
В качестве диагностики консультирующим врачом назначаются отдельные или комплексные исследования к которым относятся:
- Анализы крови

И другие лабораторные исследования могут исключить другие причины симптомов у кошки, в том числе обезвоживание или нарушение электролитного баланса.
- Мазки из глаз или ротовой полости

Ветеринар может вырастить культуру, чтобы точно определить, какой вирус или бактерия вызывает инфекцию.
- Рентген

Если кошка продолжает заражаться инфекциями, ей может потребоваться рентген грудной клетки, чтобы выяснить, что происходит. Рентген также может помочь диагностировать грибковую инфекцию.

## Методы лечения
После того, как кошка подвергается воздействию инфекционного агента, у неё проходит инкубационный период от 2 до 10 дней, прежде чем у неё появятся клинические признаки. Если инфекция не осложнена, она обычно длится от 7 до 10 дней, хотя в некоторых случаях признаки могут сохраняться до 21 дня. В течение всего этого времени кошка может быть заразной для других кошек.
Выявления полной клинической картины возможно только врачом-ветеринаром, основываясь на лабораторных исследованиях. Инфекционные респираторные заболевания иногда могут быть достаточно серьёзными, чтобы требовать приёма лекарств. В этом случае все дозы следует вводить в соответствии с указаниями ветеринара. Пероральные антибиотики являются наиболее распространёнными необходимыми лекарствами, но иногда также показаны назальные капли или глазные лекарства.
Курс лечения может включать лекарства, изоляцию, отдых, внутривенное введение жидкости и пищевую поддержку. Кошки часто заражаются бактериальной инфекцией поверх вирусной, поэтому возможно потребуется курс антибиотиков.
Пока животное выздоравливает, необходимо улучшить комфорт.
Любые лекарства необходимо применять точно в соответствии с указаниями.
Если не лечить, некоторые инфекции верхних дыхательных путей могут перерасти в пневмонию или привести к другим серьёзным осложнениям, таким как слепота или хронические проблемы с дыханием.